# Église Notre-Dame de Doulezon
Pour les articles homonymes, voir Église Notre-Dame.
L'église Notre-Dame est une église catholique  située dans la commune de Doulezon, dans le département de la Gironde, en France. Datant primitivement du XIe siècle, d'architecture romane, elle est classée au titre des monuments historiques.

## Localisation
L'église et son cimetière la ceignant se trouvent au cœur du village, à proximité de la place principale.

## Historique
L'édifice, construit au XIe siècle en style roman, a été agrandi et aménagé aux XIIe et XIIIe siècles et vu son chevet  surélevé au XVIe siècle ; il présente une nef assez vaste précédant un chœur voûté en croisée d'ogives (comme une croisée de transept) dont le clocher rectangulaire qui le surmontait a été détruit vers 1700.

Les colonnes du portail ainsi que celles du chœur sont surmontées de chapiteaux aux sculptures remarquables de même que les modillons aux visages et faces d'animaux ou de monstres grimaçants soutenant les corniches extérieures, datés du XIIe siècle.
L'église a été classée au titre des monuments historiques en totalité par arrêté du 17 décembre 2002.

## Description de la décoration

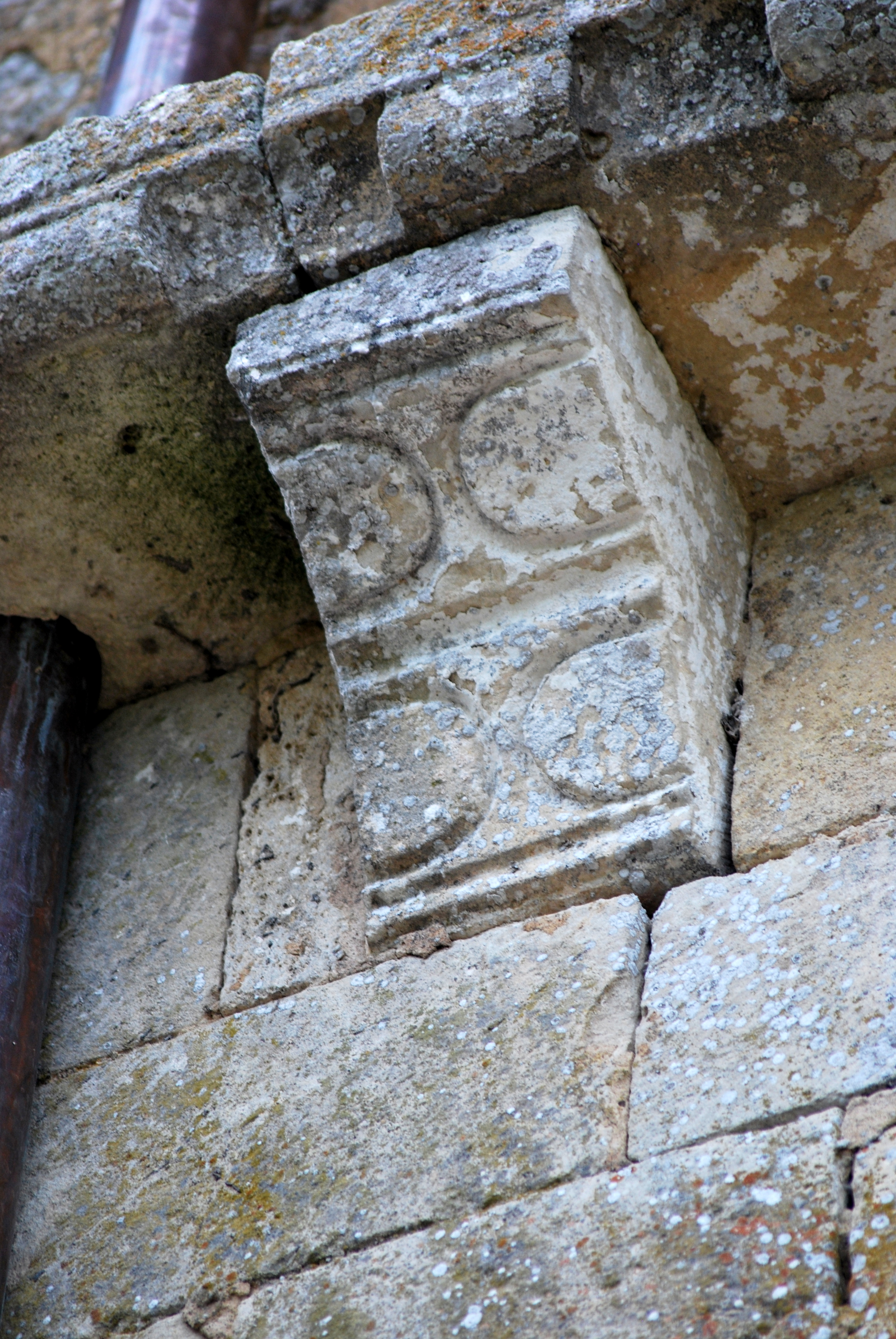
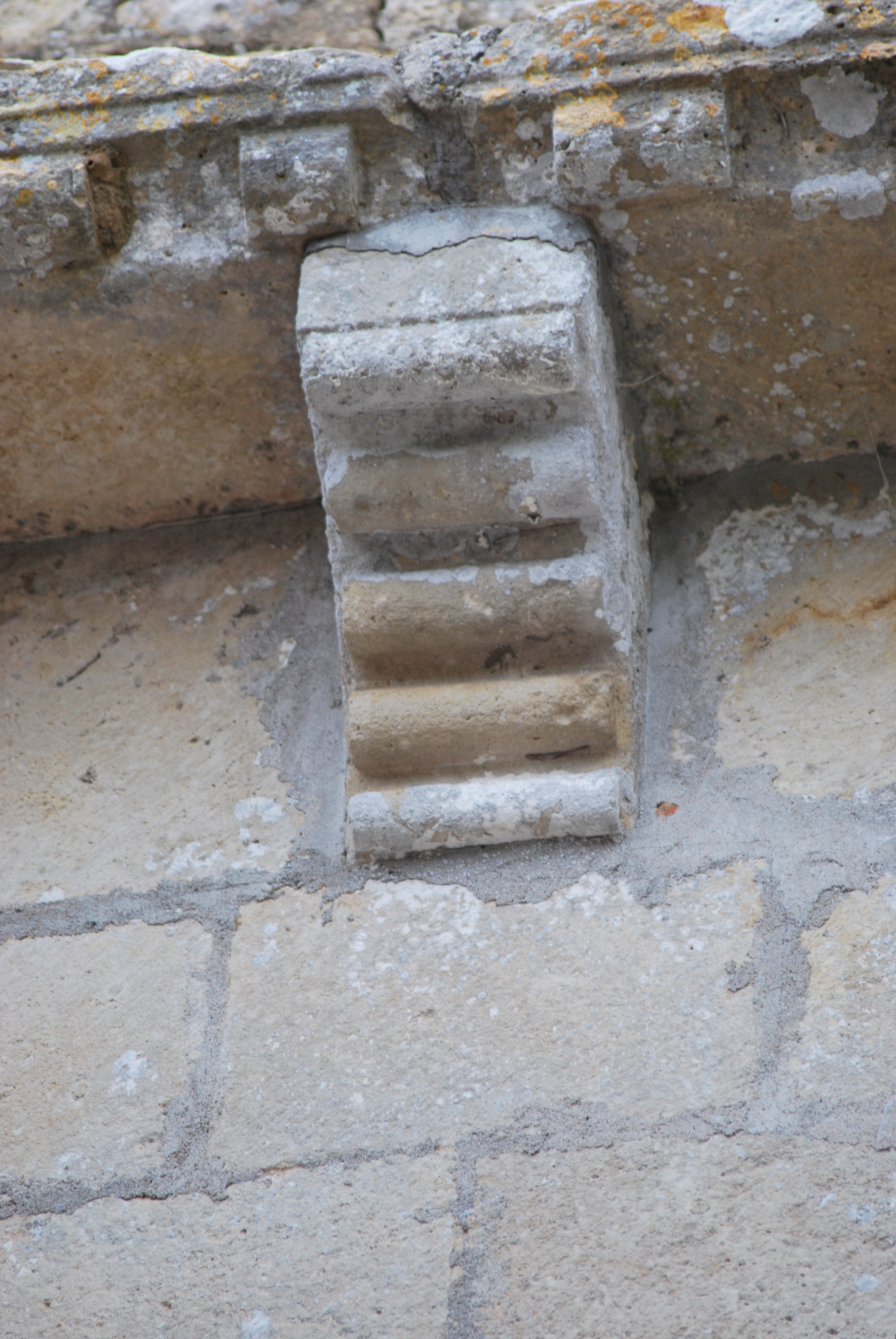
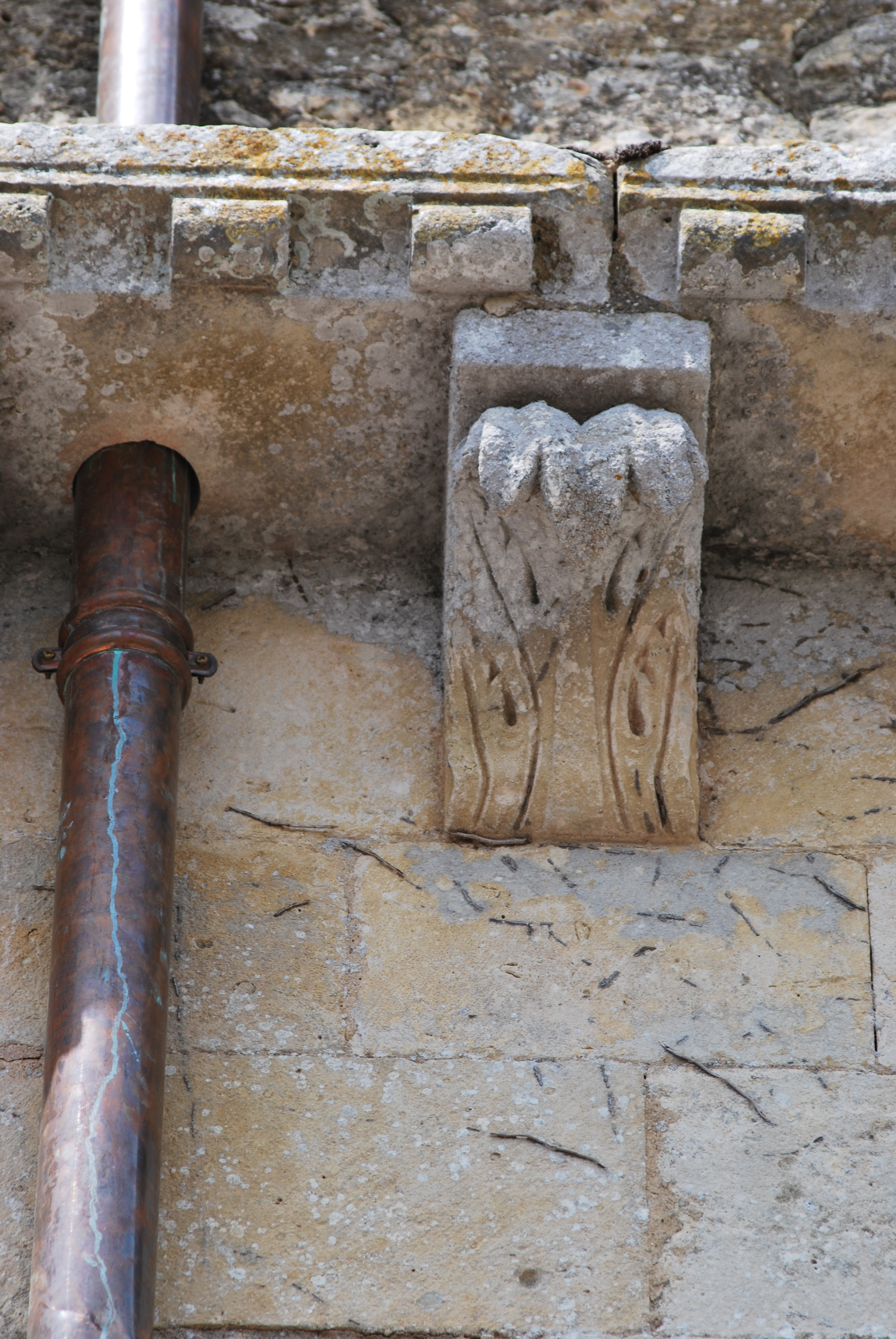

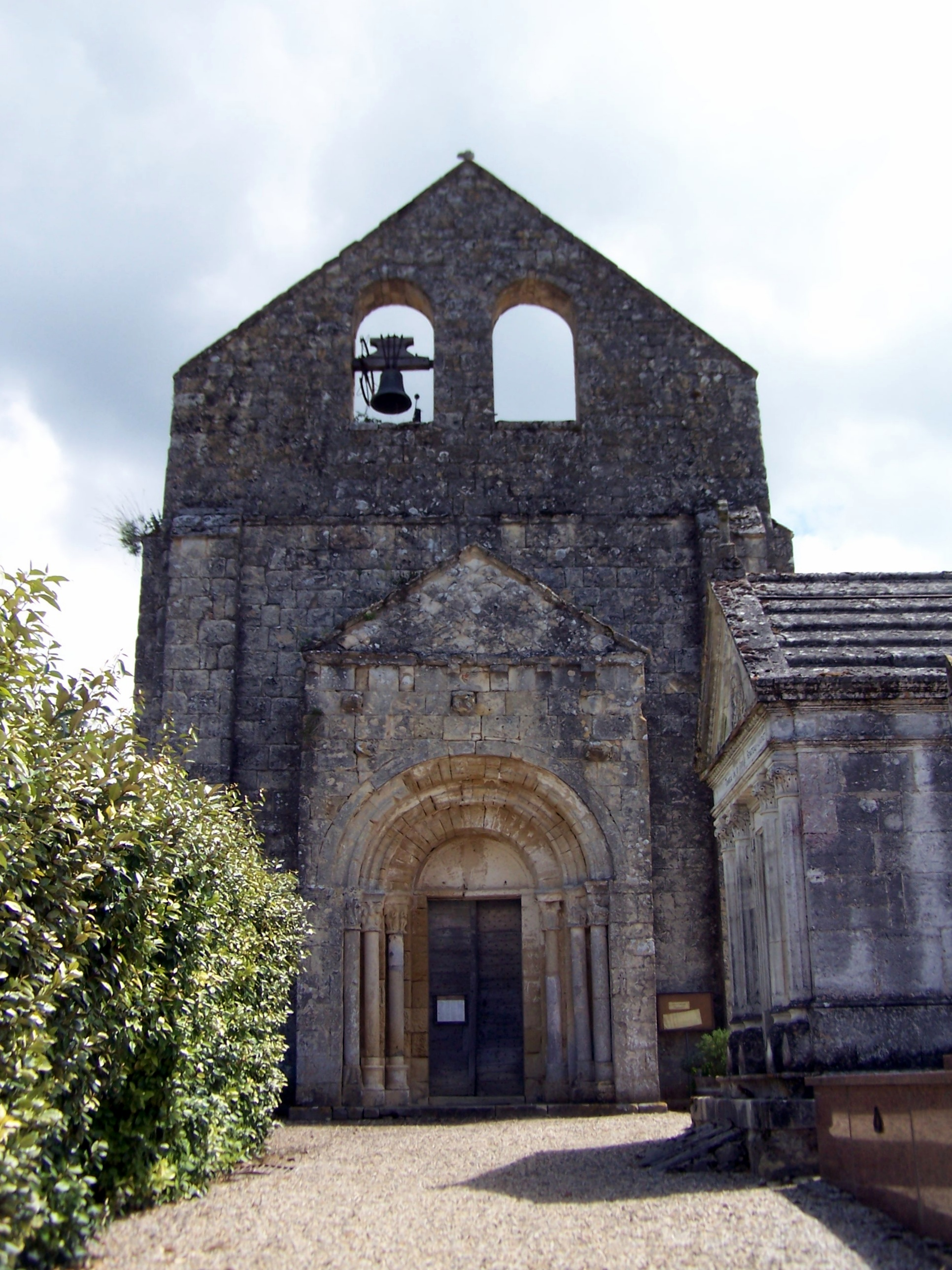
Façade ouest avec le clocher-mur
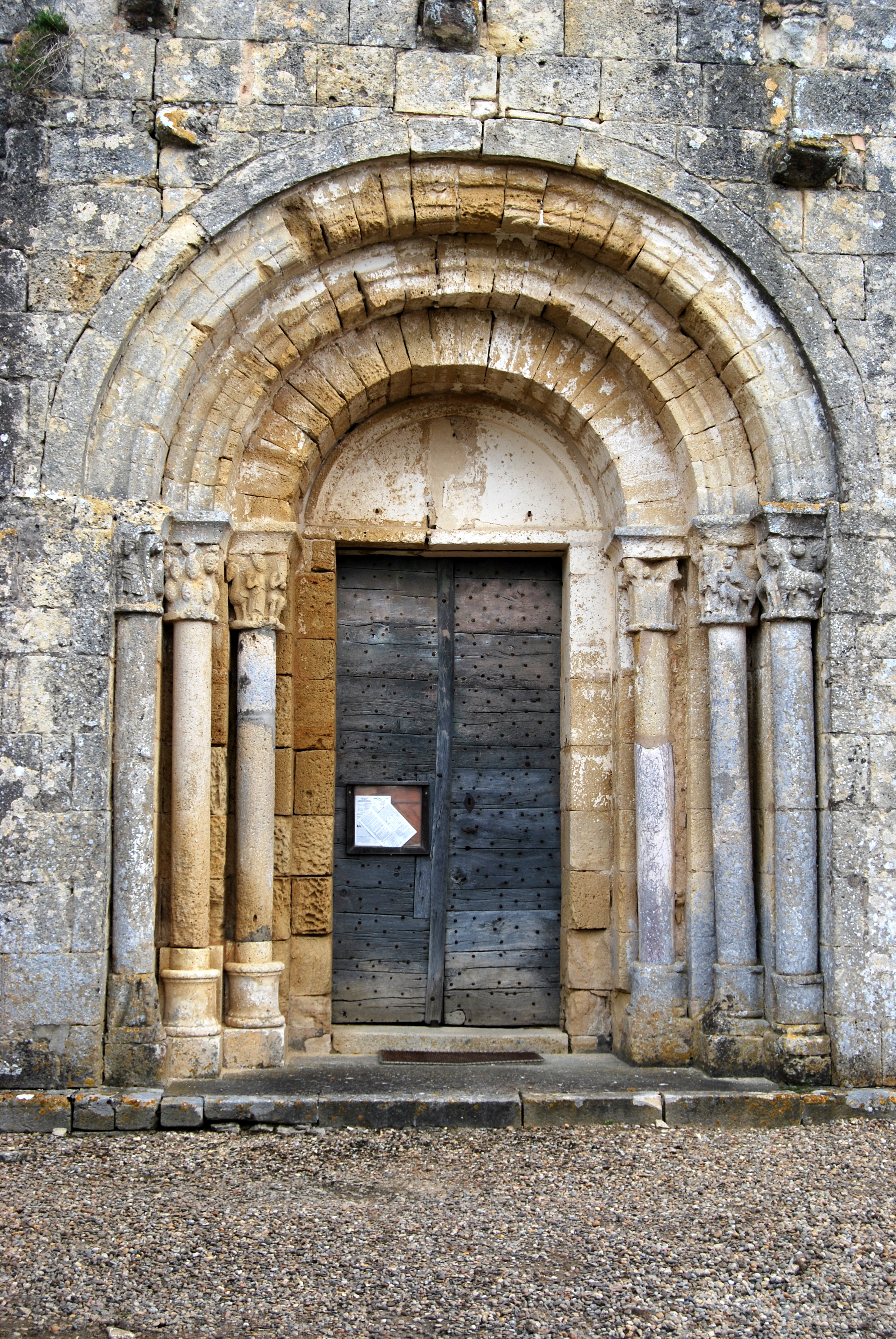
Le portail
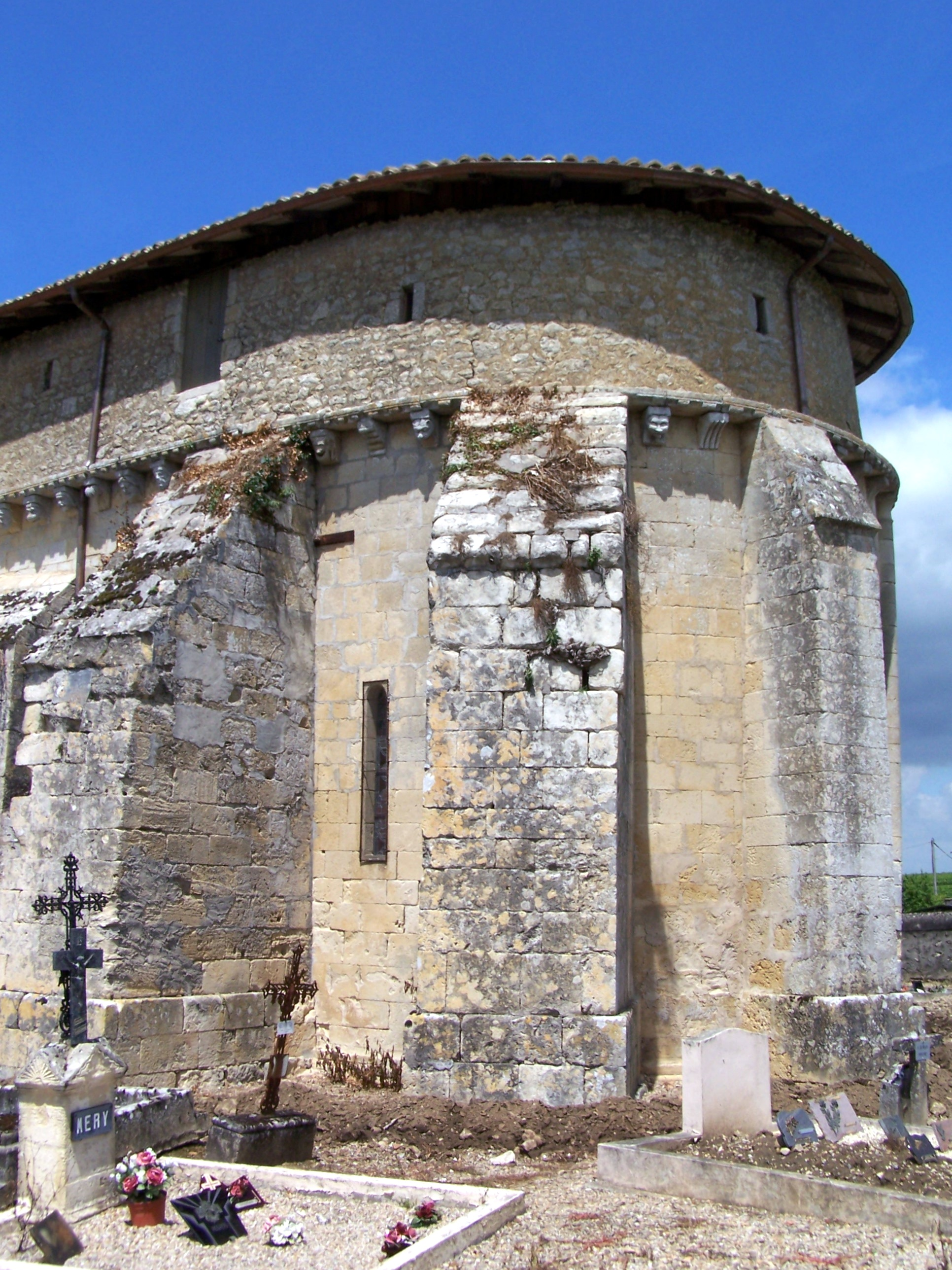
Le chevet

Le Portail
La porte est en plein cintre et se compose de trois arcades en retrait unies, retombant sur des colonnes cylindriques. L'ébrasement est profond et les voussures restent plates. Le tympan et les six tailloirs sont dépourvus d'ornement.
Ébrasement nord du portail
Chapiteau 1 : Homme lissant sa barbe
Un homme nu, assis, lisse sa barbe. Un autre homme, debout, lui jette un regard réprobateur accompagné d'un jeu de mains traduisant un rejet. Deux gros volatiles se dressent de chaque côté. Dans l'imagerie romane, l'homme nu assis est un symbole d'un vieux démon qu'il convient d'éviter.
Chapiteau 2 : Des pommes de pin
Chapiteau 3 : Le soldat et le rêveur oisif
Cette composition oppose deux hommes qui se tournent le dos : un soldat portant une lance et un homme assis qui tient entre ses mains une tige située devant lui, un symbole roman à connotation sexuelle.
La moralité des deux scènes est que le bon chrétien sait tourner le dos à la luxure ; il est un homme d'action capable de porter la croix ou le fer, pour le bien de sa foi.
Ébrasement sud du portail
Chapiteau 1 : décor de feuilles lisses
Chapiteau 2 : Daniel entre quatre lions
La sculpture est érodée, mais on distingue un personnage qui se tient debout en  oraison entre quatre fauves.
Chapiteau 3 : lion bicorporé et androcéphale
Sur les deux faces de la corbeille, deux fauves ont leurs corps unis au niveau d'une tête humaine souriante. Leurs queues sont rentrées et sexualisées, comme le lion solitaire. Le bicorporé est un emblème maléfique, celui de deux êtres emprisonnés dans une même passion, attachés aux plaisirs et exclus du salut. Dans la région de l'Entre-deux-Mers, il est un antagoniste habituel de Daniel entre les lions.
À l'intérieur de l'église la nef et le  chœur sont aniconiques.
La décoration figurée se trouve concentrée à l'entrée du transept et à celle du chœur.
Les six chapiteaux sont décrits ci-dessous.
Les chapiteaux côté nord évoquent des scènes profanes, ceux de côté sud relatent des histoires bibliques.
Chapiteau nord 3 : lion solitaire

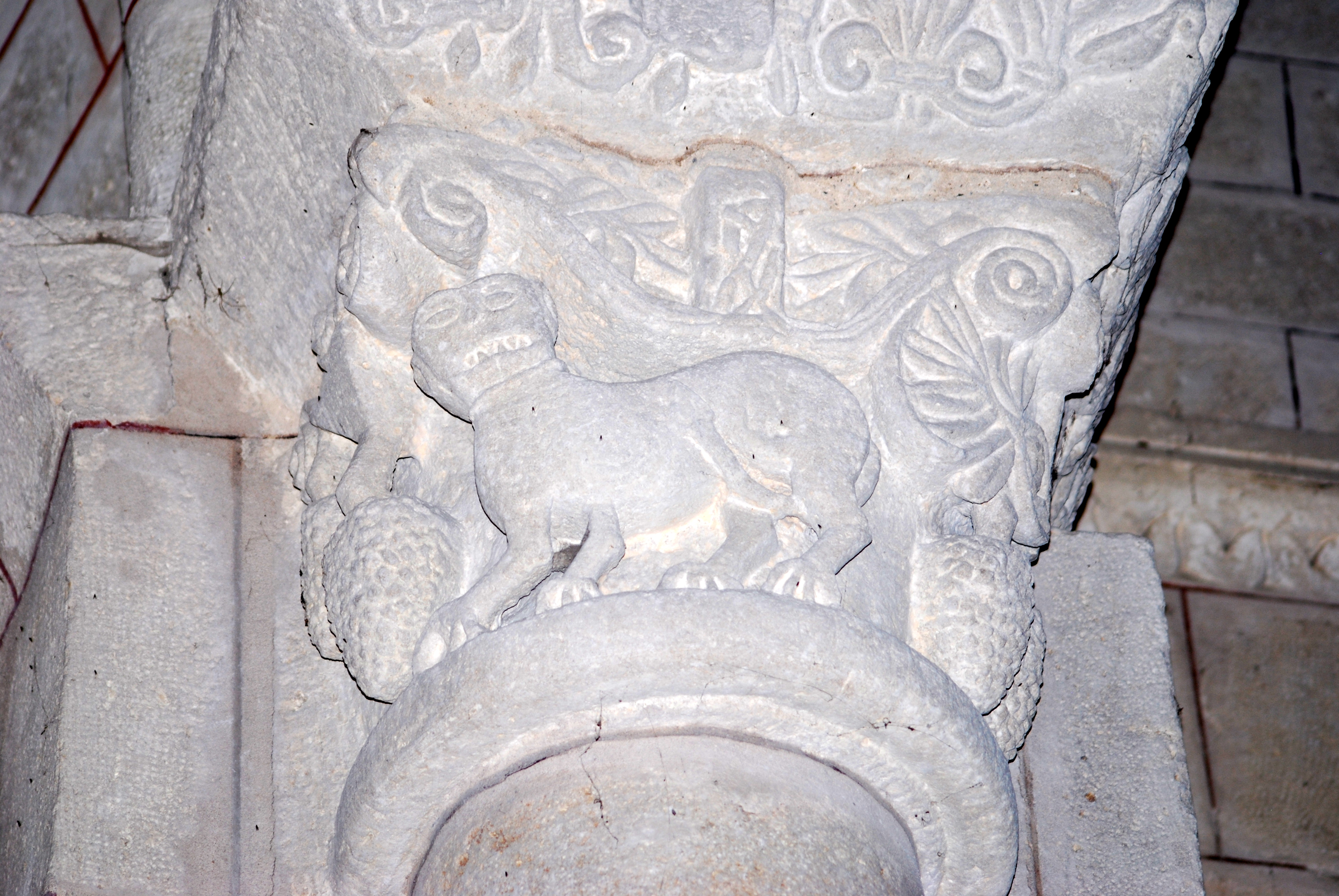
Lion solitaire

Sur ce chapiteau se trouve un fauve encadré par des grappes ressemblant à de grosses framboises. Il tourne, vers les fidèles, sa tête monstrueuse qui montre les dents.Sa queue rentrée et sagittée fait saillie sur le flanc. La sexualisation de sa queue, au milieu de fruits paradisiaques, qui sont synonymes de plaisir, permet de supposer qu'il incarne la sensualité et le péché de chair.

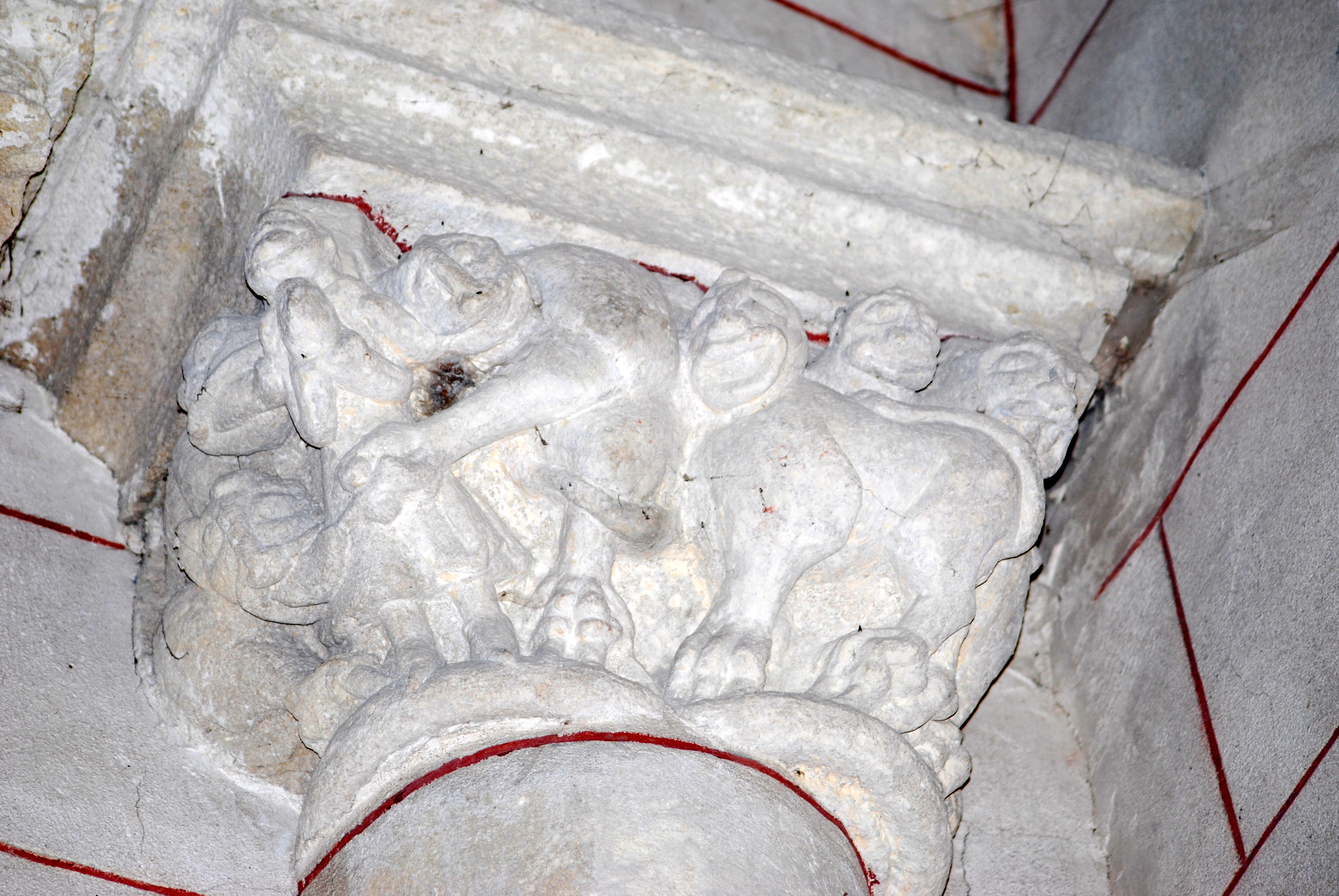
L'homme et les lions rieurs

Chapiteau sud 3 : l'homme et les lions rieurs
Cette corbeille est chargée d'une harde de lions joyeux qui bousculent un homme qui fait mine de prier. Les trois plus proches ont tiré leurs langues sur l'homme et les trois autres sont hilares.Il semble que ce chapiteau soit une parodie burlesque de Daniel dans la Fosse aux lions.
Il n'était pas rare que la caricature un peu leste égaye la sévérité des églises romanes. Ici un des lions, en plus d'être hilare fait signe d'un digitus impudicus avec sa patte.
Chapiteau nord 2 : la danse
Sur la face tournée vers les fidèles, un couple se tient mutuellement par les épaules. Le cavalier tournoie avec vigueur ; sa jupe vole au-dessus des cuisses. Sur les autres faces, il y a deux chiens dressés sur leur arrière-train, dansent face à face en se léchant mutuellement le museau. Entre les deux paires de danseurs, se tient un gros oiseau qui détourne son regard du couple de danseurs humains. Cet oiseau, le caladrius, avait au Moyen Âge la réputation de prophétie : « Si la maladie de l'homme est mortelle, l'oiseau détourne ses yeux ». La maladie qui touche les danseurs est de nature morale, c'est le péché.
La danse profane est généralement symbole de luxure.
Ici, elle est associée avec une parodie, interprétée par des chiens domestiques, et une condamnation à la Mort éternelle, grâce au caladrius qui détourne sa tête.

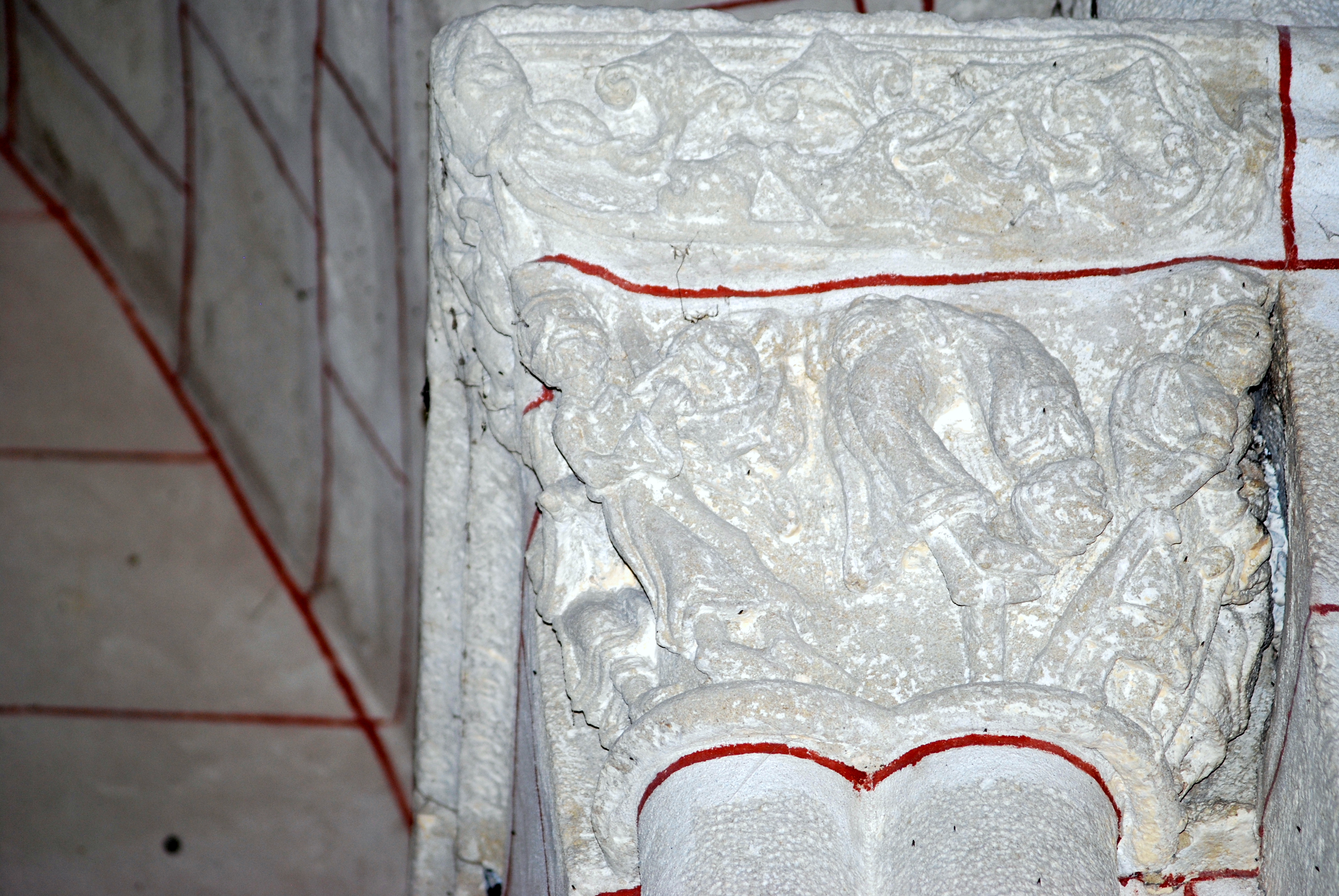
La danse de Salomé

Chapiteau sud 2 : Salomé et la Décollation de Saint-Jean-Baptiste
À droite, le tétrarque Hérode est assis sur un trône.
Au centre, la princesse Salomé danse. Elle est cambrée en arc de cercle et, détail acrobatique, un de ses pieds tient l'équilibre sur une courte échasse.
À gauche, le bourreau apporte la tête de Jean sur un plateau. Derrière, le prophète décapité se tient toujours debout, les mains jointes en direction des cieux. On trouve la même représentation dans l'église Saint-Romain de Cessac, sans doute produit par le même atelier.
Encore une condamnation de la danse.
Chapiteau nord 1 : discordia

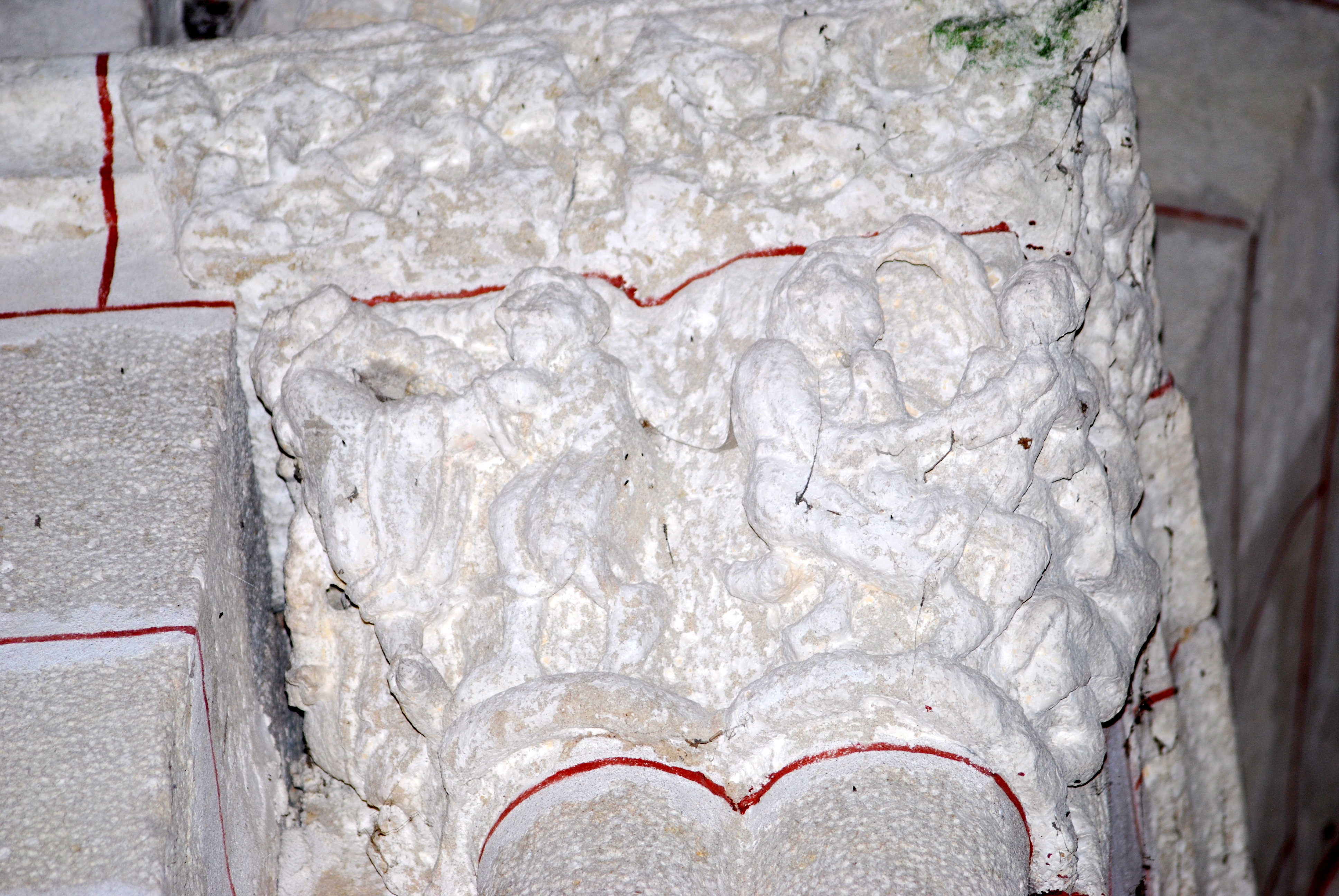
Discordia

Ce double chapiteau met en scène une vive mêlée de six lutteurs. Ils s'en prennent mutuellement à leurs barbes et à leurs cheveux. Le scénario sert, à la fois, à illustrer les méfaits de la violence et à rappeler que « Discordia » gâche l'existence des vivants et les mène directement en Enfer ; il se peut, du fait que les protagonistes sont tous barbus et identiquement vêtus, que la scène tourne en dérision les frères convers, une des cibles des censeurs du clergé.

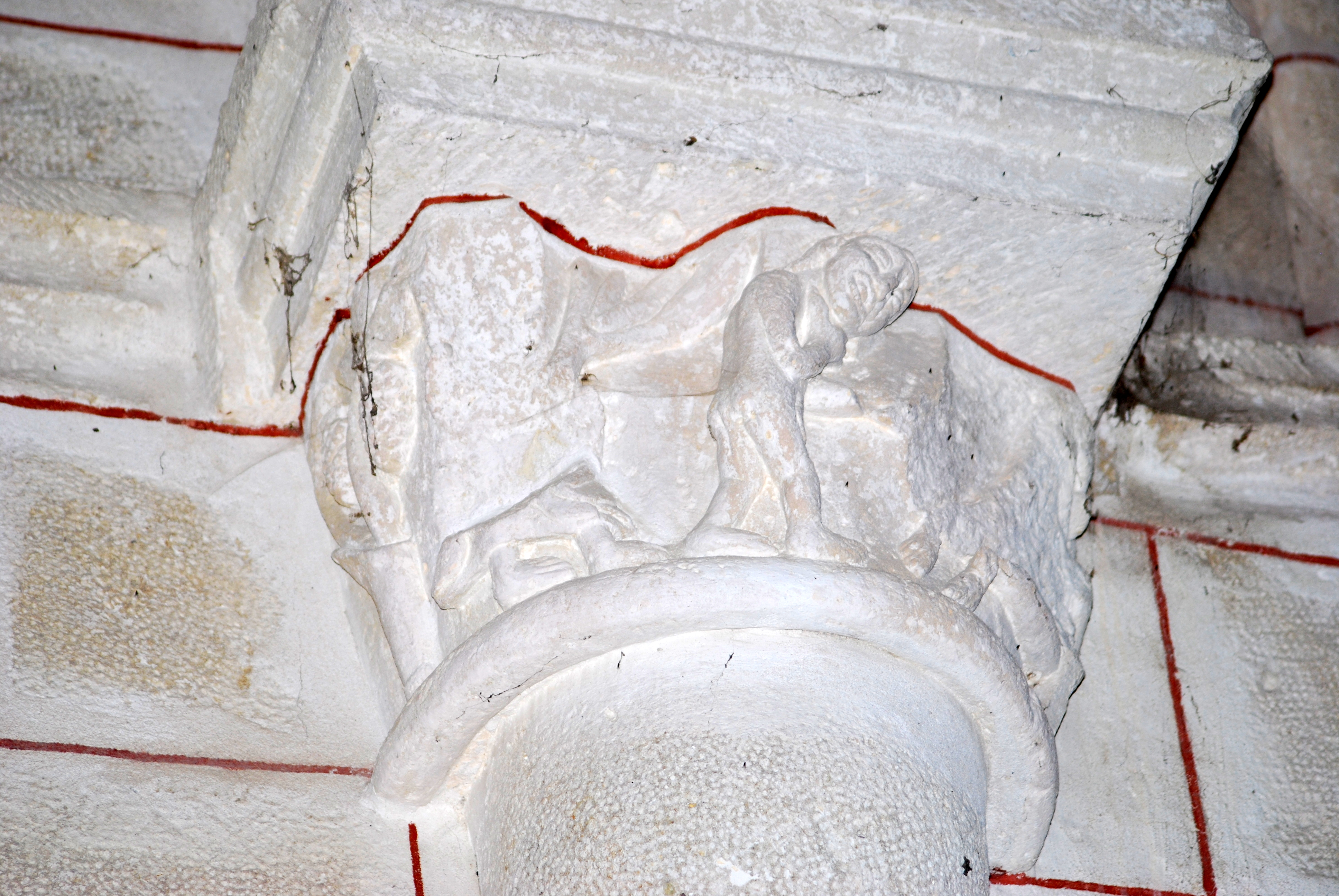
Lamentation d'Adam et Ève

Chapiteau sud 1 : la lamentation d'Adam et Ève
Ce chapiteau est dégradé, mais il y a une scène identique à Saint-Vincent de Pertignas qui permet d'inférer qu'il représente Dieu le Père interdisant l'Arbre de vie à Adam et Ève après qu'ils eurent goûté le fruit de l'Arbre de la connaissance du bien et du mal.
À gauche, se dresse l'Arbre de vie qui porte des cônes tenant des framboises ou des pommes de pin. Il y a aussi un homme nu-pieds, en robe longue qui est tourné vers Adam et Ève. Il ne reste que le bas de la robe et les pieds. Le personnage d'Adam est intact. Il est voûté par le remords, vêtu d'une symbolique feuille de figuier et il tient avec tant de vigueur sa pomme d'Adam que sa langue sort entre ses lèvres (un détail que l'on trouve aussi à Église Saint-Christophe de Courpiac). Seuls, les pieds d'Ève subsistent avec la queue du serpent. L'Arbre du Bien et du Mal a été détruit, laissant seulement des fruits sphériques.
Les modillons
Les modillons soutiennent la corniche du chevet. Ils datent de la fin du XIIe siècle ou du début du XIIIe.
Il y a cinq têtes humaines, cinq animaux fantastiques et trois avec des formes géométriques. Les modillons sur la façade ouest sont très dégradés.

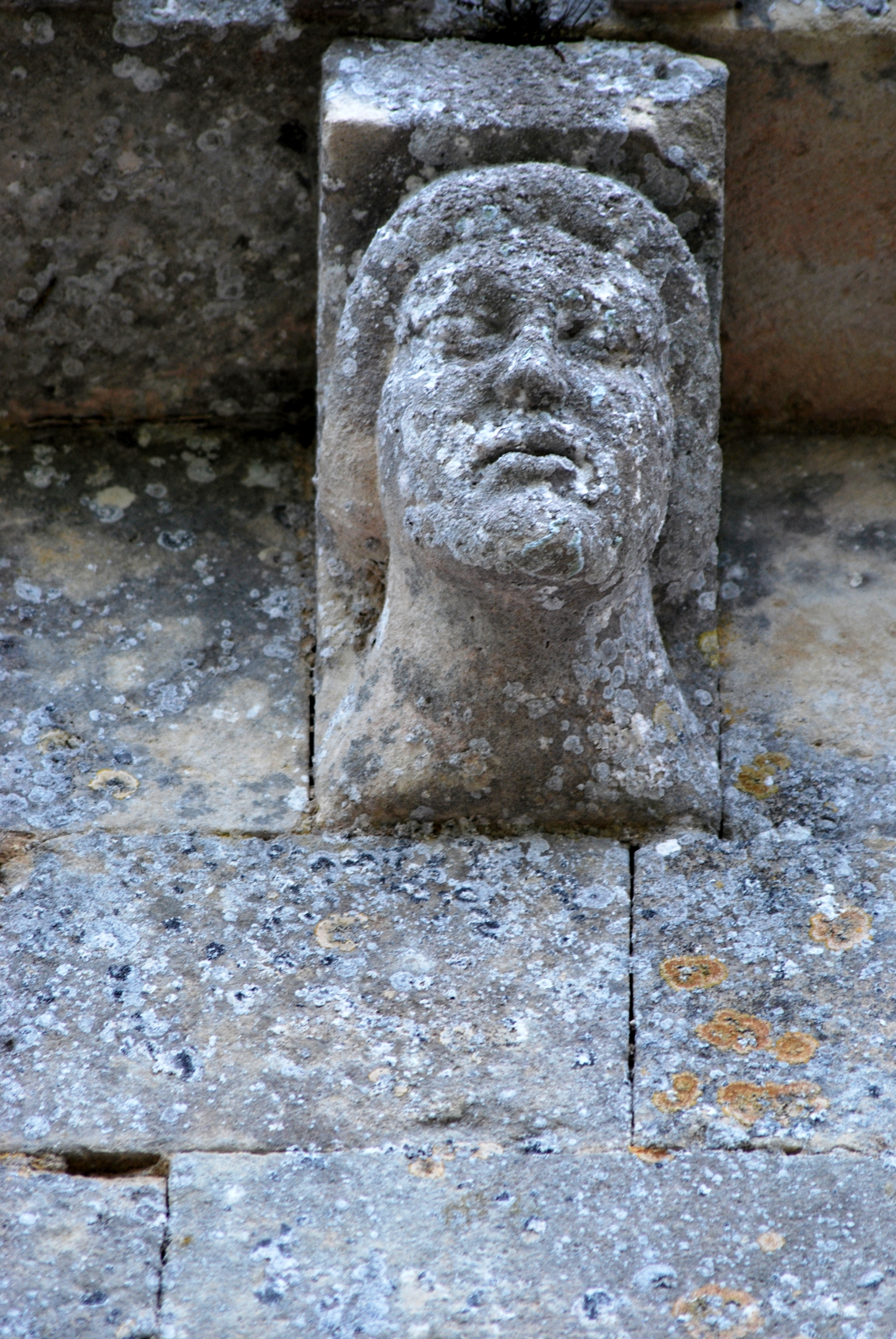
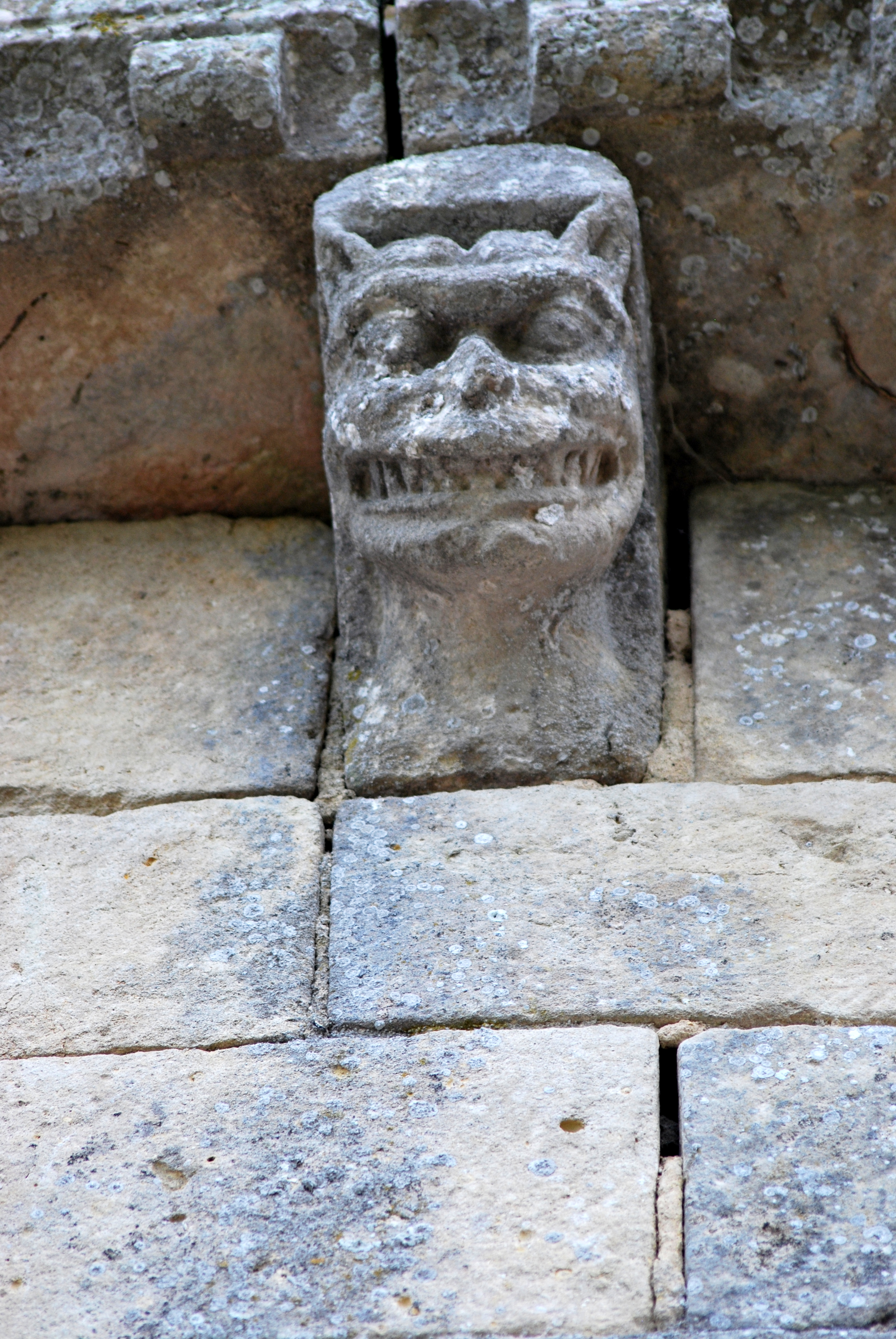
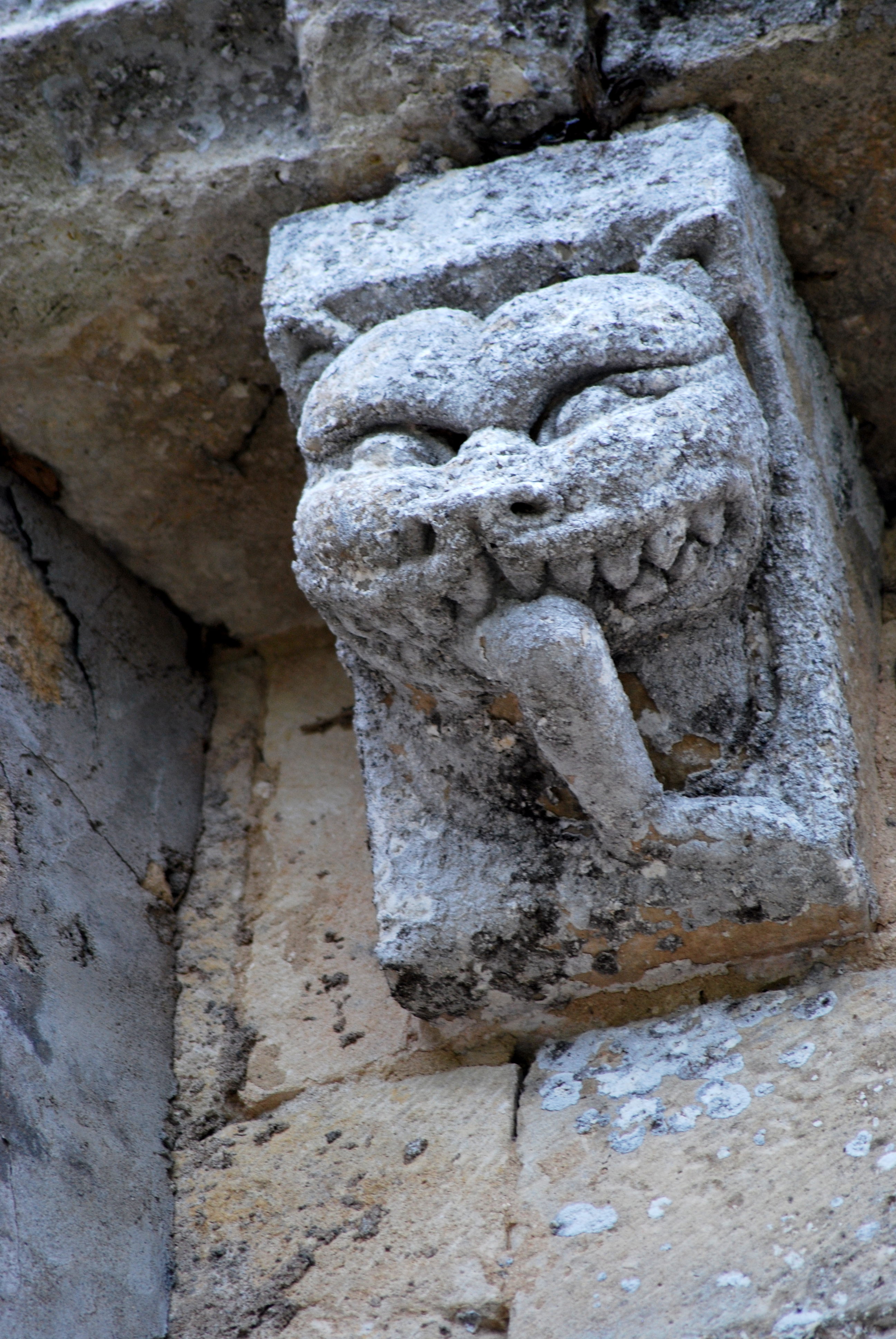
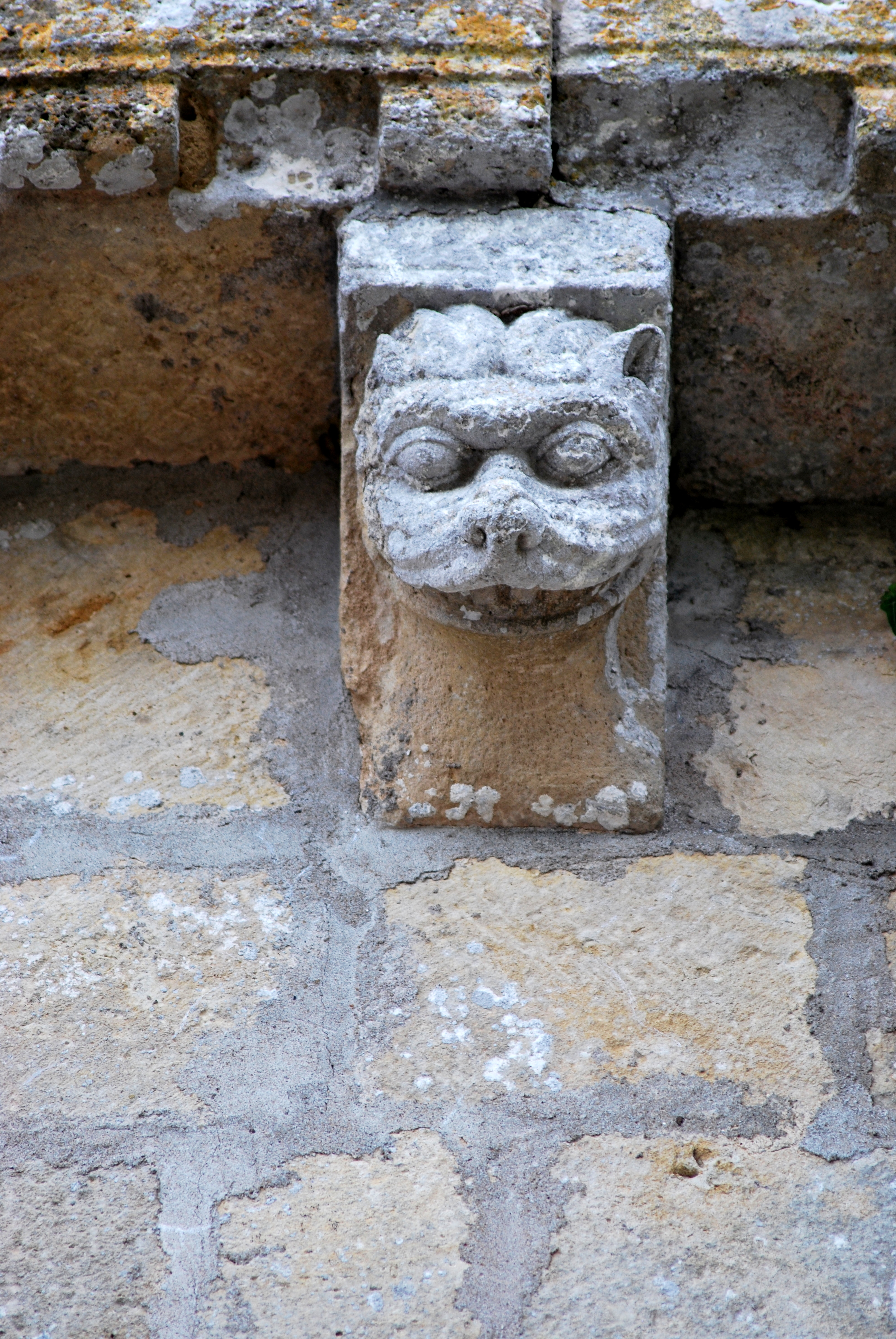
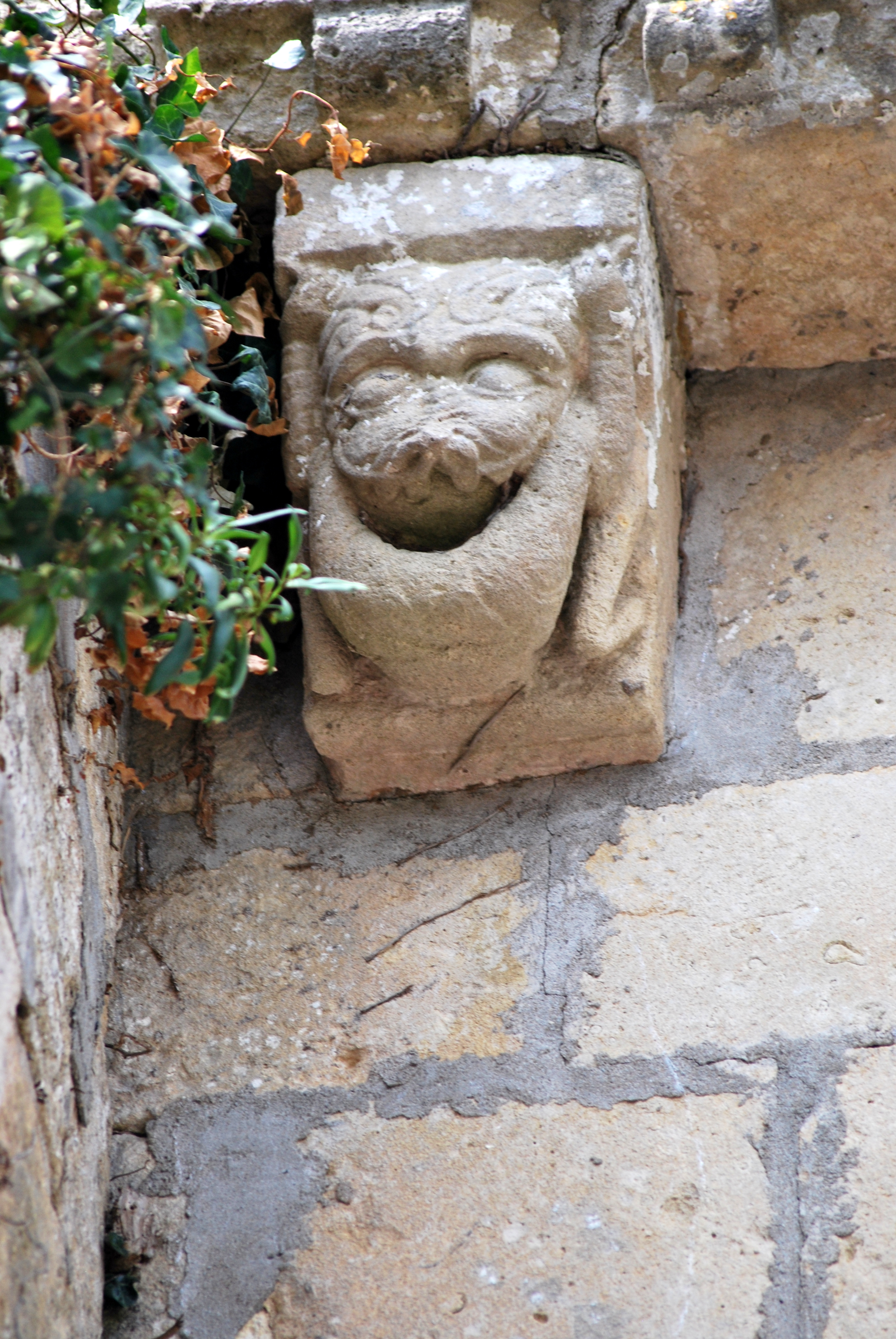
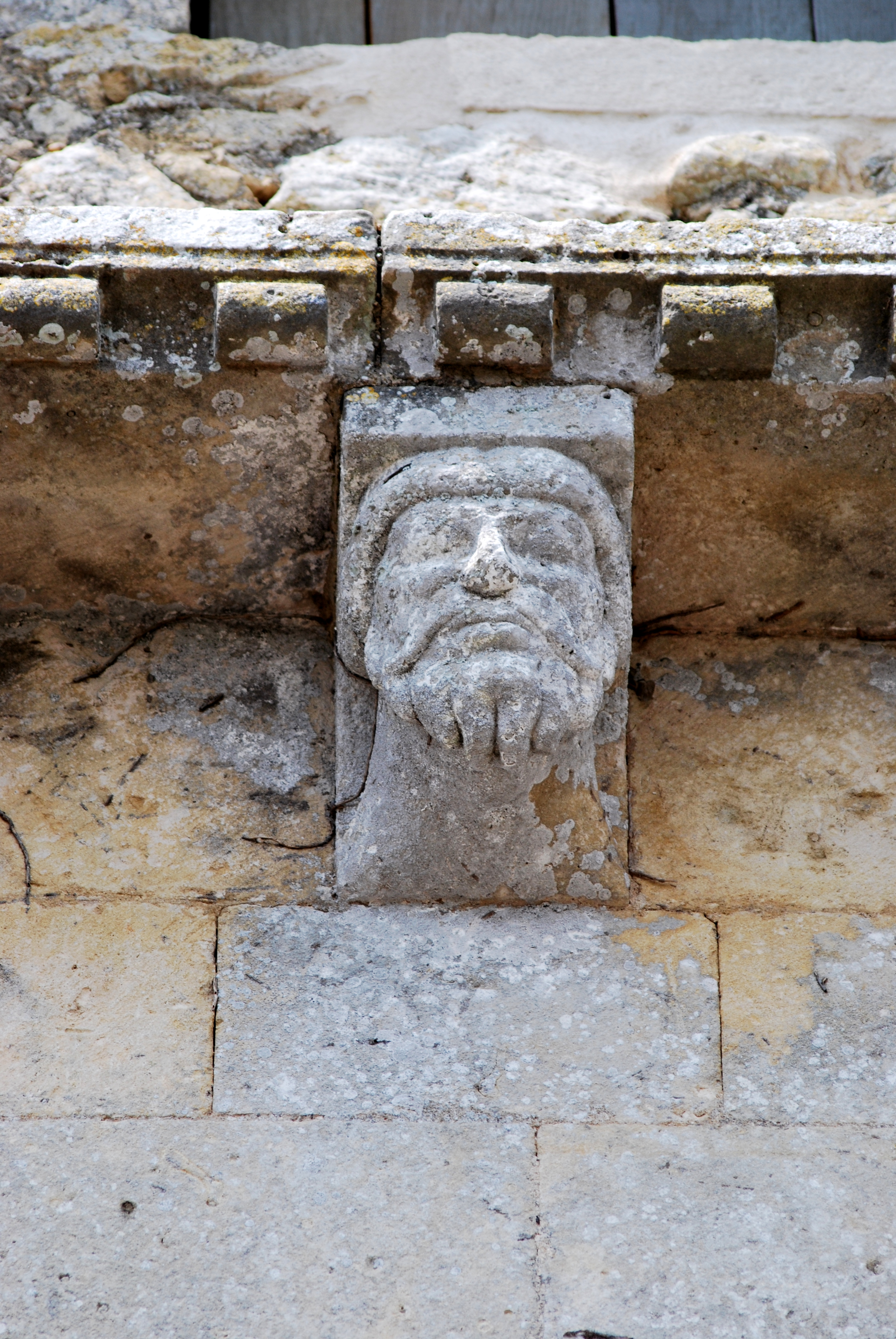
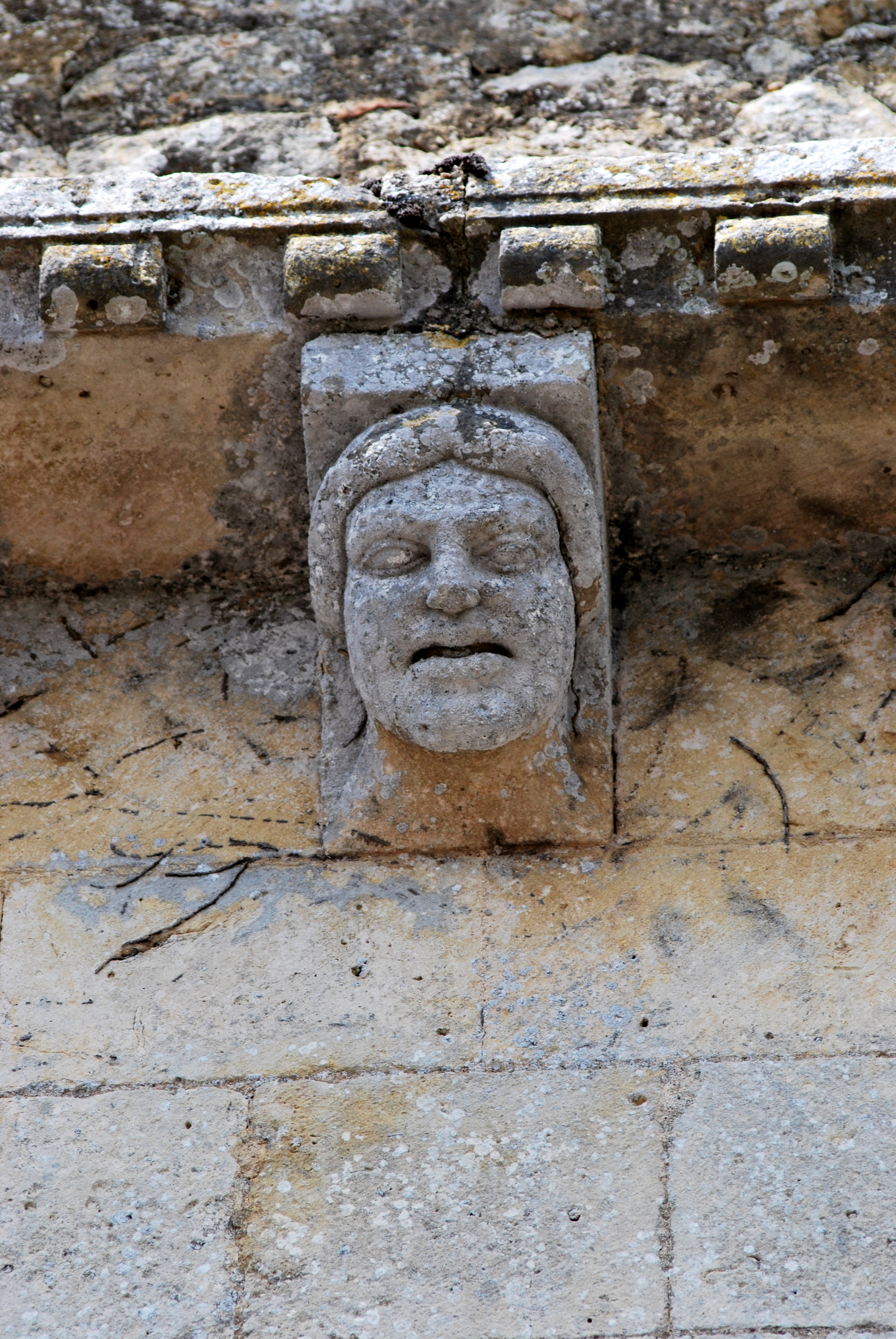
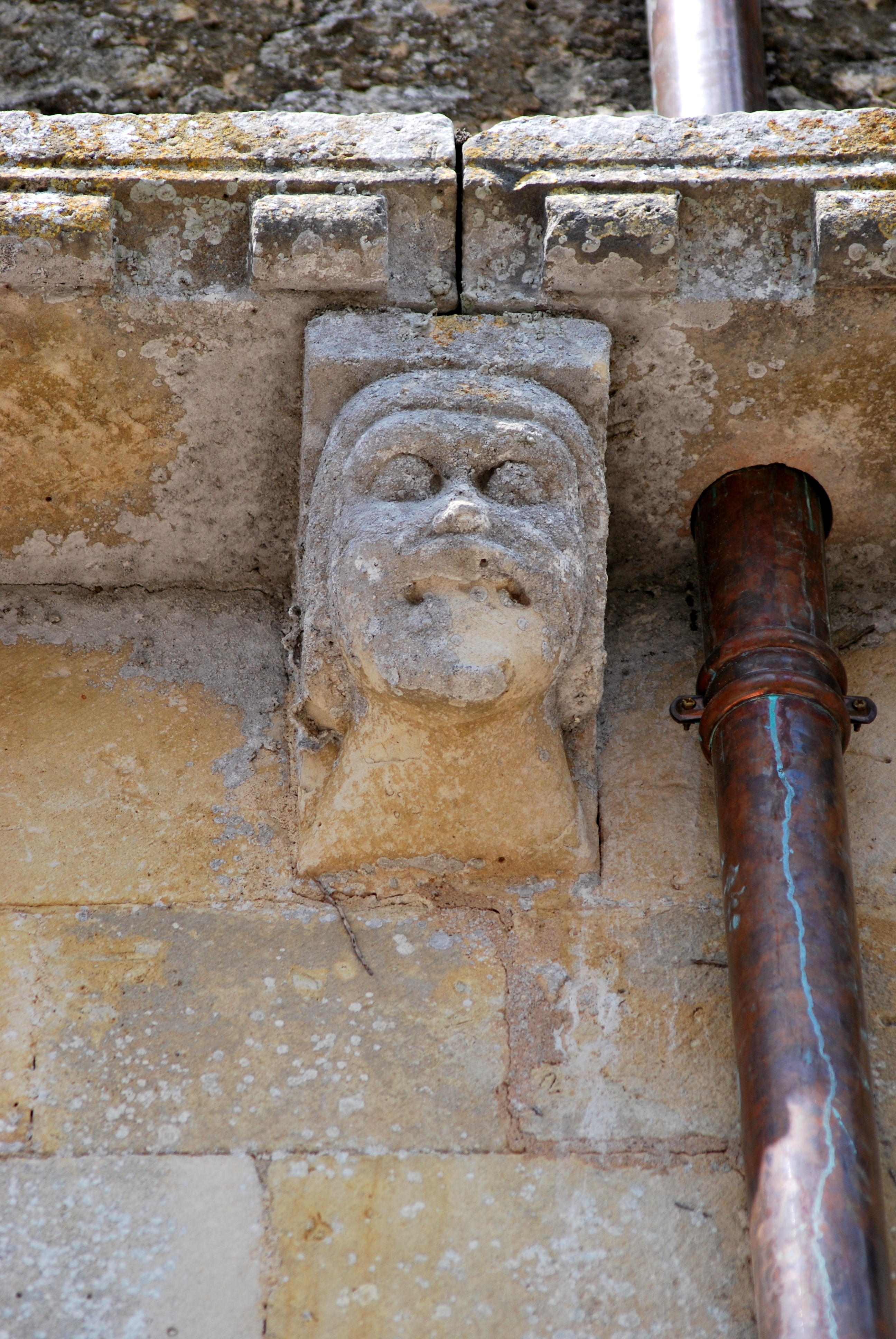
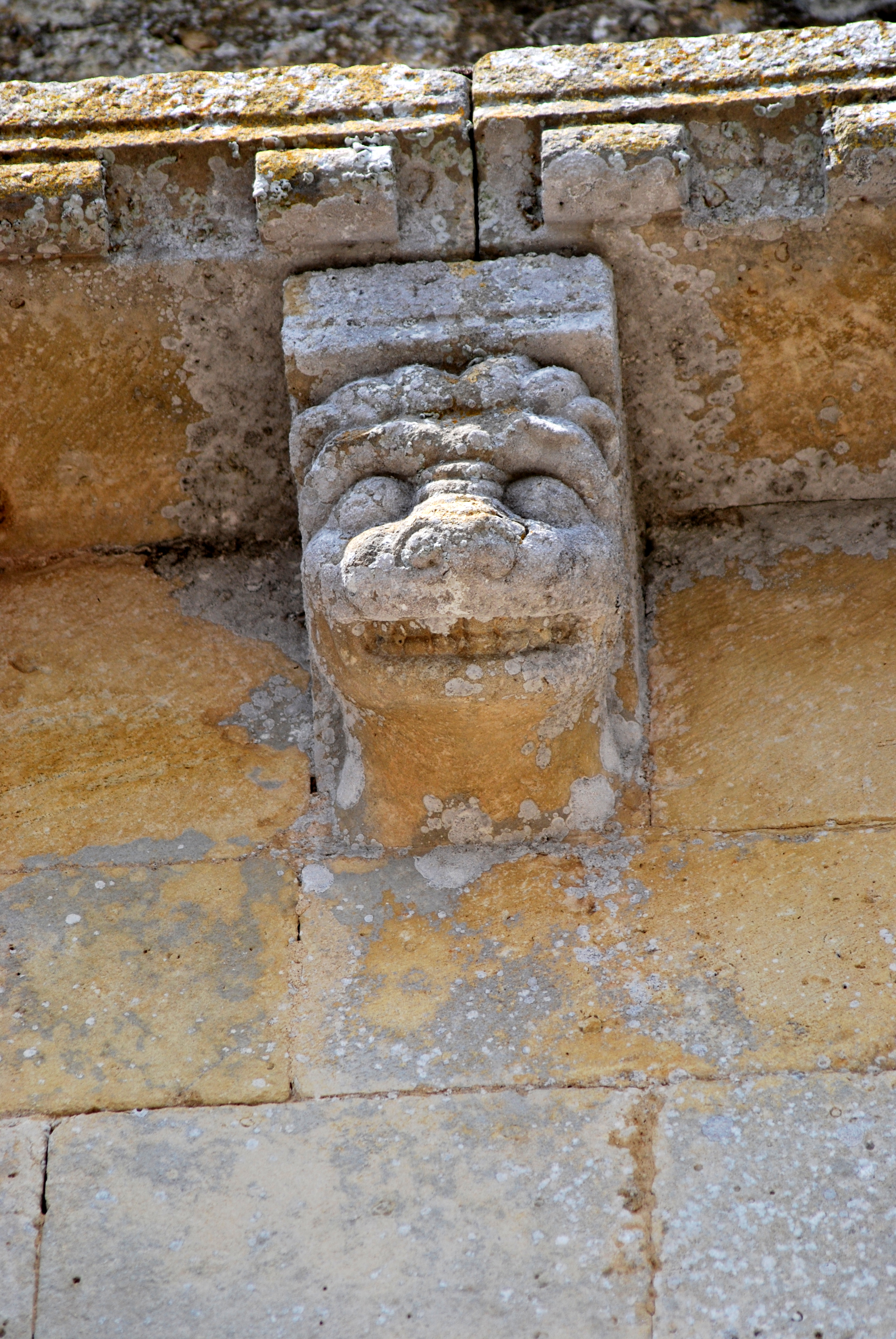
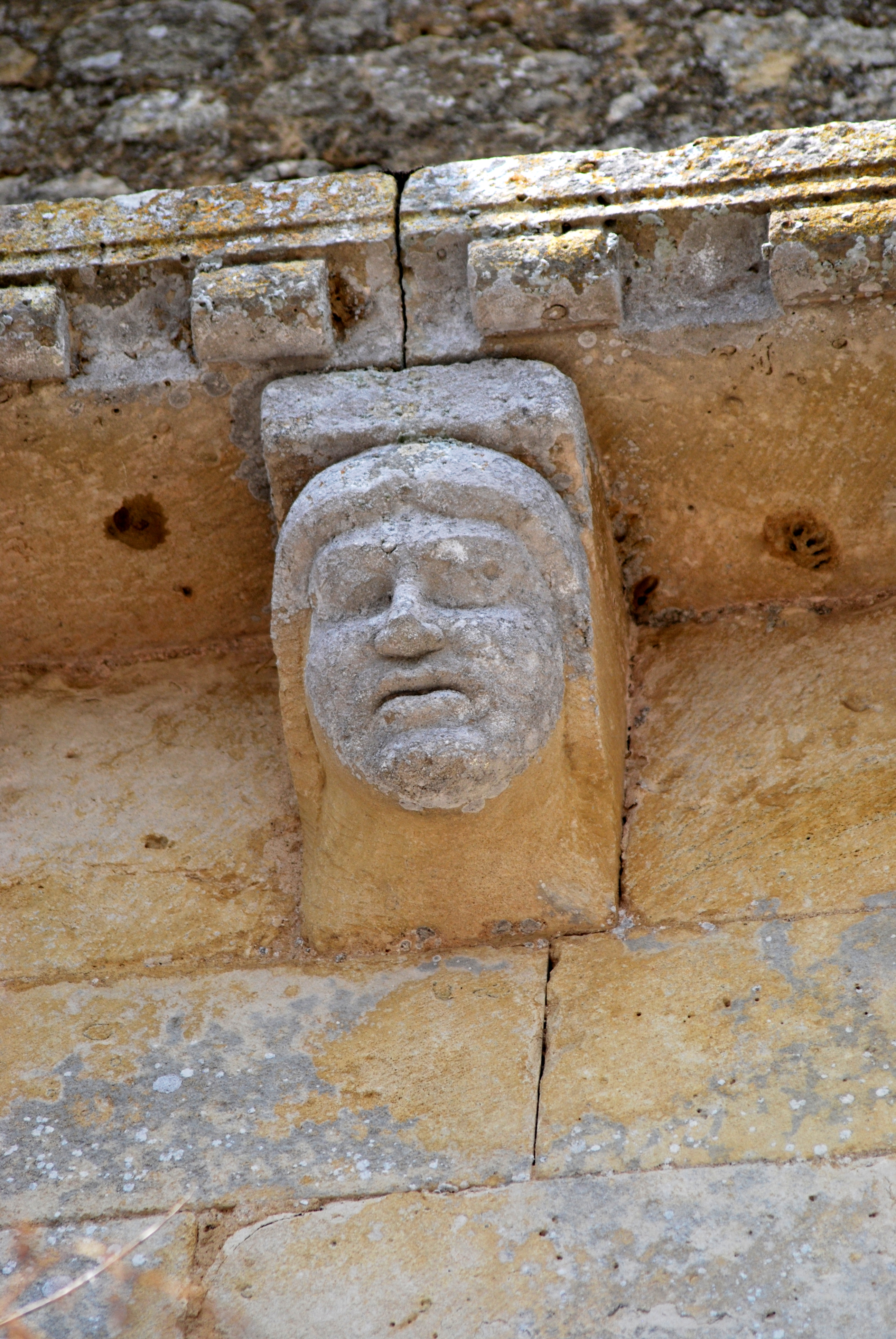

Les mascarons
Les formes géométriques